# Butch Vig
Butch Vig, pseudonimo di Bryan Vigorson (Viroqua, 2 agosto 1955), è un batterista e produttore discografico statunitense.
Dopo decenni passati producendo, nei celebri Smart Studios, piccole band locali prevalentemente punk rock, Butch Vig raggiunge la notorietà nel 1991 con Nevermind, che porta al successo planetario i Nirvana e Gish degli Smashing Pumpkins; in seguito produrrà anche Siamese Dream degli stessi Smashing Pumpkins.
Secondo molti una parte del successo di Nevermind sarebbe dovuta proprio alla produzione di Vig. Kurt Cobain originariamente rifiutò l'impostazione data da Vig perché la giudicò troppo sofisticata e pulita, Cobain infatti avrebbe preferito un suono più sporco, ma alla fine Vig riuscì a convincerlo. Il progetto successivo di Vig riguardò gli Smashing Pumpkins, Billy Corgan (leader del gruppo) apprezzò molto l'elaborata produzione di Vig su Siamese Dream, il cui successo trascinò verso la fama molte band indie. Attualmente Vig è batterista del gruppo dei Garbage che ha fondato insieme con l'amico Steve Marker e con Duke Erikson, con cui suonava negli Spooner.

## Biografia
Butch Vig nacque da David Bryan Vig e Betty Vig in Viroqua, Wisconsin, Vig ha due fratelli, Chris e Lisa. Vig studiò pianoforte per sei anni, prima di interessarsi alla batteria dopo aver visto suonare The Who con gli The Smothers Brothers, e ben presto cambiò il suo piano per una batteria da 60 dollari. Trasferitosi a Madison, Vig si iscrisse all'Università del Wisconsin per studiare cinema, dove conobbe Steve Marker. Vig contribuì ai pezzi di colonne sonore per diversi film a basso budget, tra cui una canzone in Slumber Party Massacre. A Madison, Vig aderì a un certo numero di garage pop band, tra cui gli Eclipse, e nel 1978 formò gli Spooner con Duke Erikson, Benton Dave, Jeff Walker e Tappero Joel. Gli Spooner fondarono la loro etichetta, la Boat Records in cui pubblicavano le loro registrazioni, compreso il loro EP di debutto del 1979 Cruel School.
Nel 1984, Vig e Marker fondarono gli Smart Studios di Madison, pur continuando a suonare la batteria negli Spooner di notte e fare il tassista di giorno. Quando gli Spooner presero slancio, Vig formò una band chiamata First Person con Marker e Phil Davis, e un progetto chiamato Fire Town con Davis ed Erikson. I Fire Town divennero presto la priorità per Vig, e dopo il loro primo album furono messi sotto contratto dall'Atlantic Records. L'Atlantic assunse il produttore Michele Fondelli per lavorare con i Fire Town sul loro secondo album. Nonostante la band fallì poco dopo, Vig imparò molte tecniche di produzione. Vig riformò gli Spooner per l'ultimo album prima di iniziare a dedicarsi alla produzione a tempo pieno.

## Carriera da produttore
Il primo lavoro di produzione di alto profilo fu nel 1991, quando produsse Gish degli Smashing Pumpkins e Nevermind dei Nirvana. Billy Corgan accolse con favore la produzione elaborata da Vig su Siamese Dream degli Smashing Pumpkins. Questo album incontrò grande accoglienza di pubblico e di critica. Vig produsse anche due album per i Sonic Youth, Dirty del 1992 e Experimental Jet Set, Trash e n. Star del 1994.
Vig ha lavorato con Jimmy Eat World al loro sesto album Chase This Light uscito nell'ottobre 2007. Ha prodotto la sua band inglese The Subways al loro secondo album All or Nothing. Ha inoltre lavorato con Tom Gabel di Against Me! il suo EP da solista, Heart Burns. Shirley Manson, cantante dei Garbage, ha rivelato in un'intervista con Carson Daly che Vig avrebbe prodotto l'ottavo album dei Green Day 21st Century Breakdown, che poi ha vinto un Grammy Award nella categoria Miglior Album Rock. Recentemente, Vig è stato affiancato nel suo lavoro di mixaggio da Billy Bush che ha anche lavorato sugli album e tour dei Garbage.
Il 6 settembre 2010 inizia a registrare il settimo album dei Foo Fighters, Wasting Light; il tutto, in uno studio di registrazione creato, per l'occasione, nel garage della villa di Dave Grohl.

## Produzioni
- 1982: Die Kreuzen - Internal
- 1984: Killdozer - Intellectuals are the Shoeshine Boys of the Ruling Elite
- 1985: The Other Kids - Living In The Mirror
- 1985: Killdozer - 12 Point Buck
- 1985: Killdozer - Snakeboy
- 1987: The Other Kids - Happy Home
- 1987: Killdozer - Little Baby Buntin'
- 1988: Die Kreuzen - Century Days
- 1988: The Cheeters - Sign of Fire
- 1989: Killdozer - For Ladies Only
- 1989: Stuart Stotts - Music in My Mother's House
- 1990: Urge Overkill - Americruiser
- 1990: King Snake Roost - Ground into Dirt
- 1990: Laughing Hyenas - Life of Crime
- 1990: The Fluid - Glue
- 1991: The Fluid - Spot the Loon
- 1991: Smashing Pumpkins - Gish
- 1991: Nirvana - Nevermind
- 1991: Tad - 8-Way Santa
- 1991: The Young Fresh Fellows - Electric Bird Digest
- 1991: Overwhelming Colorfast - Overwhelming Colorfast
- 1991: Die Kreuzen - Cement
- 1992: Sonic Youth - Dirty
- 1992: L7 - Bricks are Heavy
- 1992: Chainsaw Kittens - Flipped Out in Singapore
- 1992: Drain - Pick Up Heaven
- 1992: Gumball - Wisconsin Hayride
- 1993: Gumball - Super Tasty
- 1993: Gumball - The Damage Done
- 1993: Crash Vegas - Stone

- 1993: Smashing Pumpkins - Siamese Dream
- 1993: Gumball- Real Gone Deal
- 1994: Sonic Youth - Experimental Jet Set, Trash and No Star
- 1994: Helmet - Betty
- 1994: Freedy Johnston - This Perfect World
- 1994: Killdozer - Uncompromising War on Art Under...
- 1995: Soul Asylum - Let Your Dim Light Shine
- 1995: Garbage - Garbage
- 1997: The And - Day
- 1997: The And - And Night
- 1998: Garbage - Version 2.0
- 2001: Garbage - Beautifulgarbage
- 2003: AFI - Sing The Sorrow
- 2005: Garbage - Bleed Like Me
- 2006: Kilroy - LP
- 2007: Jimmy Eat World - Chase This Light
- 2007: Against Me! - New Wave
- 2008: The Subways - All or Nothing
- 2008: Tom Gabel - Heart Burns
- 2009: Green Day - 21st Century Breakdown
- 2009: Foo Fighters - Greatest Hits
- 2010: Against Me! - White Crosses
- 2010: Muse - Neutron Star Collision (Love Is Forever)
- 2010: NeverShoutNever - Harmony
- 2011: Foo Fighters - Wasting Light
- 2012: Garbage – Not Your Kind of People
- 2013: Sound City Players – Sound City: Real To Reel
- 2014: Foo Fighters – Sonic Highways[1]
- 2016: Garbage – Strange Little Birds

Butch Vig ha remixato brani per i seguenti artisti: Against Me!, Ash, Beck, The Cult, Depeche Mode, EMF, Fun Lovin' Criminals, House of Pain, Korn, Limp Bizkit, Alanis Morissette, Nine Inch Nails, Michael Penn, M.O.P, U2 e Garbage.